# Международная встреча в Плуэзеке
Международная встреча в Плуэзеке (фр. Rencontre internationale de Plouézec, эсп. Internacia renkonto de Pluezek) — всемирный слёт эсперантистов, проводящийся организацией Espéranto 22 во французской деревне Плуэзек на северо-западе Франции в Бретани с 1997 года. Официальным языком встречи является эсперанто, на встречах обсуждаются различные виды деятельности любителей эсперанто — туризм, социализация, йога, хоровое пение, театр, программирование, изучение бретонского языка и оригами. Для всех желающих организуются курсы изучения эсперанто разных уровней (от новичков до продвинутых), а также мастер-классы по переводу, методике преподавания иностранных языков или особенности грамматики эсперанто. Юбилейная, 20-я встреча состоялась в 2016 году и включала себя Второй панкельтский конгресс эсперанто. На середину августа 2017 года запланирована очередная встреча эсперантистов.

## 9-я встреча 2005 года
С 13 по 20 августа 2005 года состоялась 9-я международная встреча в Плуэзеке с участием наибольшего числа эсперантистов за всю историю организации: во встрече участвовали 188 человек, в том числе 28 детей и подростков (все из более чем 10 стран мира). На встрече были организованы 8 курсов эсперанто, проводившихся каждое утро параллельно, с использованием разных видов дневной деятельности. Участники также имели возможность сдать экзамены по эсперанто 1-го и 2-го уровня. Вечером обсуждались различные темы: Австралийский национальный парк, путешествия Зеферина Егарда (пожилого носителя языка, известного велопутешественника) и центр Эсперанто в Ля-шо-де-Фон. На встречах также разыгрывались сценки, исполнялись песни и танцы. Последняя ночь завершилась грандиозной вечеринкой в рамках церемонии закрытия встречи.